# 山姆·伯吉斯
山姆·伯吉斯（英語：Sam Burgess；1988年12月14日—）是一位英格蘭橄欖球運動員。他是英格蘭國家橄欖球隊的一員，代表英格蘭參加了2015年世界盃橄欖球賽。他的兩個弟弟喬治·伯吉斯和湯姆·伯吉斯也是橄欖球運動員。